# 3I/亞特拉斯彗星
3I/亞特拉斯彗星（3I/ATLAS）又稱C/2025 N1 (ATLAS)，是一顆星際彗星，由位於智利里奧烏爾塔多的小行星陸地撞擊持續報警系統於2025年7月1日發現，當時距離太陽4.5個天文單位 。3I/亞特拉斯彗星沿著一條不受約束的雙曲線軌道繞太陽運行，軌道偏心率為6.15±0.17。繼斥候星和2I/鮑里索夫彗星之後，3I/亞特拉斯彗星是第三個被確認的星際天體。
3I/亞特拉斯彗星將於2025年10月29日到達近日點，距離太陽1.36±0.02個天文單位，並靠近火星軌道。此前，3I/亞特拉斯彗星將在2025年10月3日以0.195個天文單位的最小距離掠過火星。3I/亞特拉斯彗星在近日點，相對於太陽的速度為 68 公里/秒（42 英里/秒）。相較之下，距離太陽1.5個天文單位的火星軌道速度為24公里/秒。大約2025年12月19日，3I/亞特拉斯彗星將從距離地球1.8±0.1個天文單位的地方經過。大約2026 年3月16日，3I/亞特拉斯彗星將從距離木星約 0.35±0.18 天文單位的地方經過。3I/亞特拉斯彗星的星際速度約58公里/秒（36英里/秒）。
也有天文学家阿维勒布认为，此种天体是外星飞船，引起争议。

## 歷史

### 發現
3I/亞特拉斯彗星於2025年7月1日由美國太空總署（NASA）資助、位於智利里奧烏爾塔多（Río Hurtado）的小行星陆地撞击持续报警系统（ATLAS）巡測望遠鏡（天文台代號W68）發現。
其他天文台的後續觀測，包括專業和業餘天文學家的觀測顯示3I/亞特拉斯彗星的軌跡不會靠近地球，可能以雙曲線軌跡飛越星際空間。在發現3I/亞特拉斯彗星前進行的觀測證實了其星際軌跡；這些觀測包括葉泉志在2025年6月14日至21日利用史維基瞬變探測器進行的觀測及業餘天文學家薩姆·迪恩在2025年至6月25日至6月29日進行的觀測。迪恩注意到3I/亞特拉斯彗星在2025年6月5日至25日回溯發現觀測紀錄，並懷疑3I/亞特拉斯彗星之所以沒有早點被發現，是因為正從銀河系中心密集的星場前方經過，彗星在那裡很難被辨認出來。
最初對3I/亞特拉斯彗星的觀測尚不清楚它是小行星還是彗星。包括艾倫·海爾在內的多位天文學家報告稱3I/亞特拉斯彗星沒有彗星特徵。2025年7月2日，智利深度隨機巡天望遠鏡 (X09)、亞利桑那州探索頻道望遠鏡和冒納凱亞火山加法夏望遠鏡的觀測顯示該天體具有彗髮和長3角秒的短彗尾，表明它是一顆彗星。2025年7月2日，小行星中心宣布發現3I/亞特拉斯彗星，並將天體編號為“3I”，表明它是第三個被確認的星際天體。小行星中心也給3I/亞特拉斯彗星指定了非週期彗星編號C/2025 N1（ATLAS）。小行星中心宣佈發現3I/亞特拉斯彗星時，小行星中心已從31個不同的天文台收集了122次彗星觀測數據。

## 軌道

3I/亞特拉斯彗星（藍色）穿過太陽系的雙曲線軌道，顯示行星的軌道（點擊開始動畫）

3I/亞特拉斯彗星沿著一條環繞太陽的非束縛双曲线轨道(hyperbolic trajectory)運行，軌道偏心率極高，為6.15±0.01。這是目前已知的三個星際天體中偏心率最高的，比奥陌陌的（e=1.2）和2I/鮑里索夫彗星的（e=3.4）還高。3I/亞特拉斯彗星將於美國夏令時間2025年10月29日11:28±00:30在近日點以1.357 ± 0.001 AU (203.00 ± 0.15百萬公里；126.141 ± 0.093 百萬英里) 的距離最接近太陽。

## 圖片

### 2025年7月1日

第一次發現3I/亞特拉斯彗星的圖片，由小行星陸地撞擊持續報警系統拍攝。

### 2025年7月2日

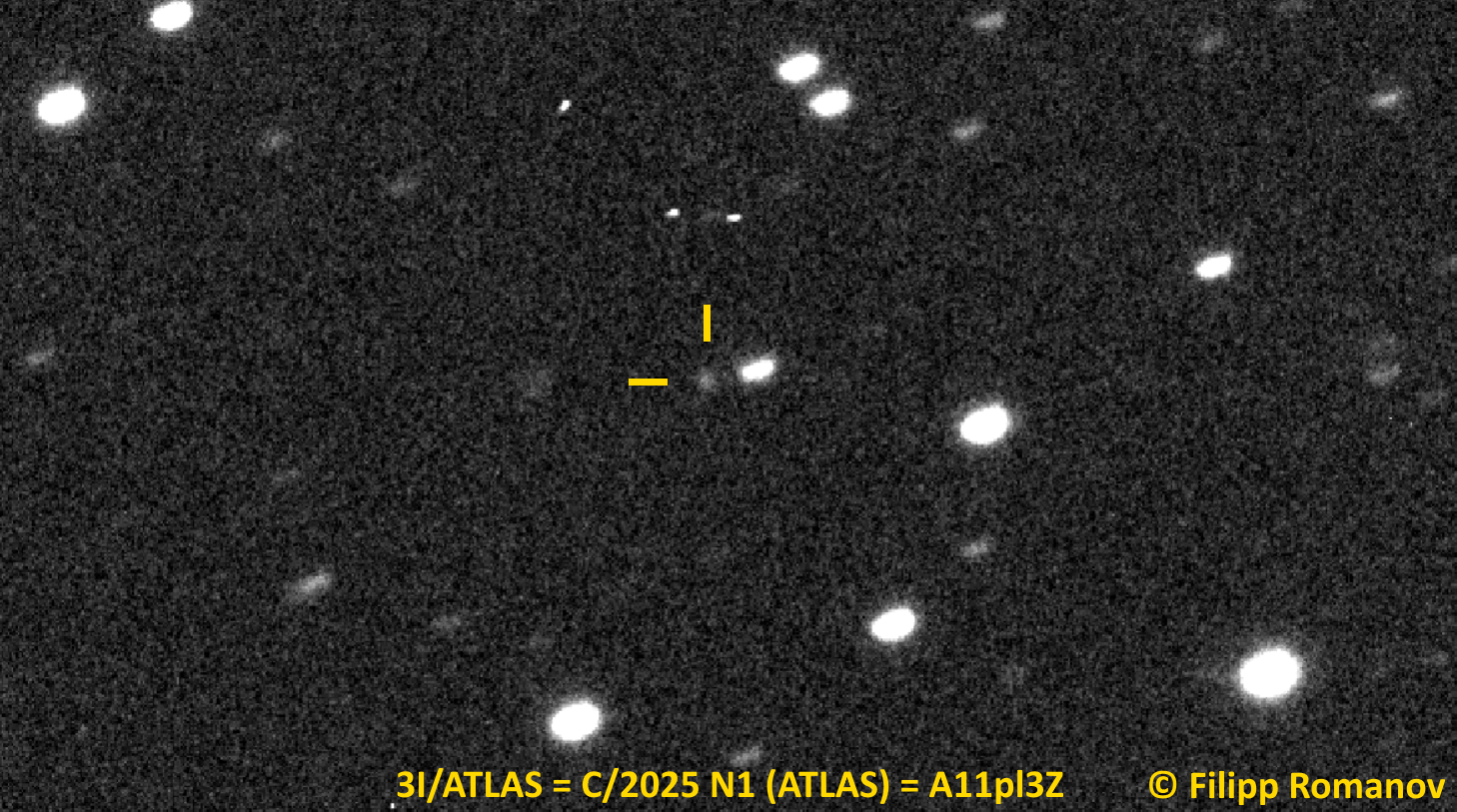
在智利里奧烏爾塔多遠距離拍攝的3I/亞特拉斯彗星圖片，當時標號為A11pl3Z。
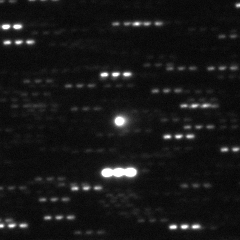
3I/亞特拉斯彗星彗髮模糊且細長，由加法夏望遠鏡拍攝。
由智利深度隨機巡天（英语：List_of_observatory_codes#X09）拍攝的3I亞特拉斯彗星圖片。

### 2025年7月3日

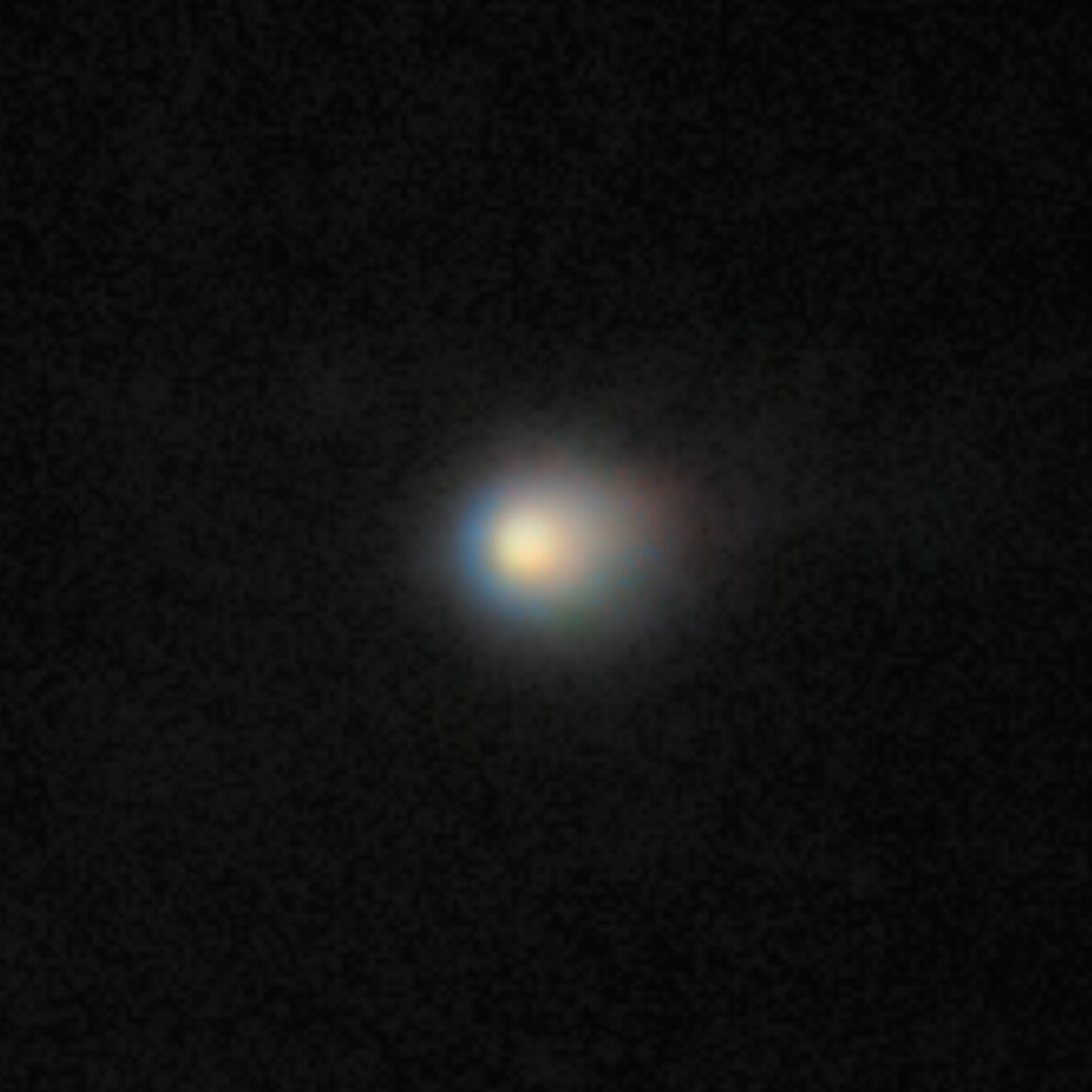
雙子座望遠鏡拍攝的可見光近紅外線合成圖片。
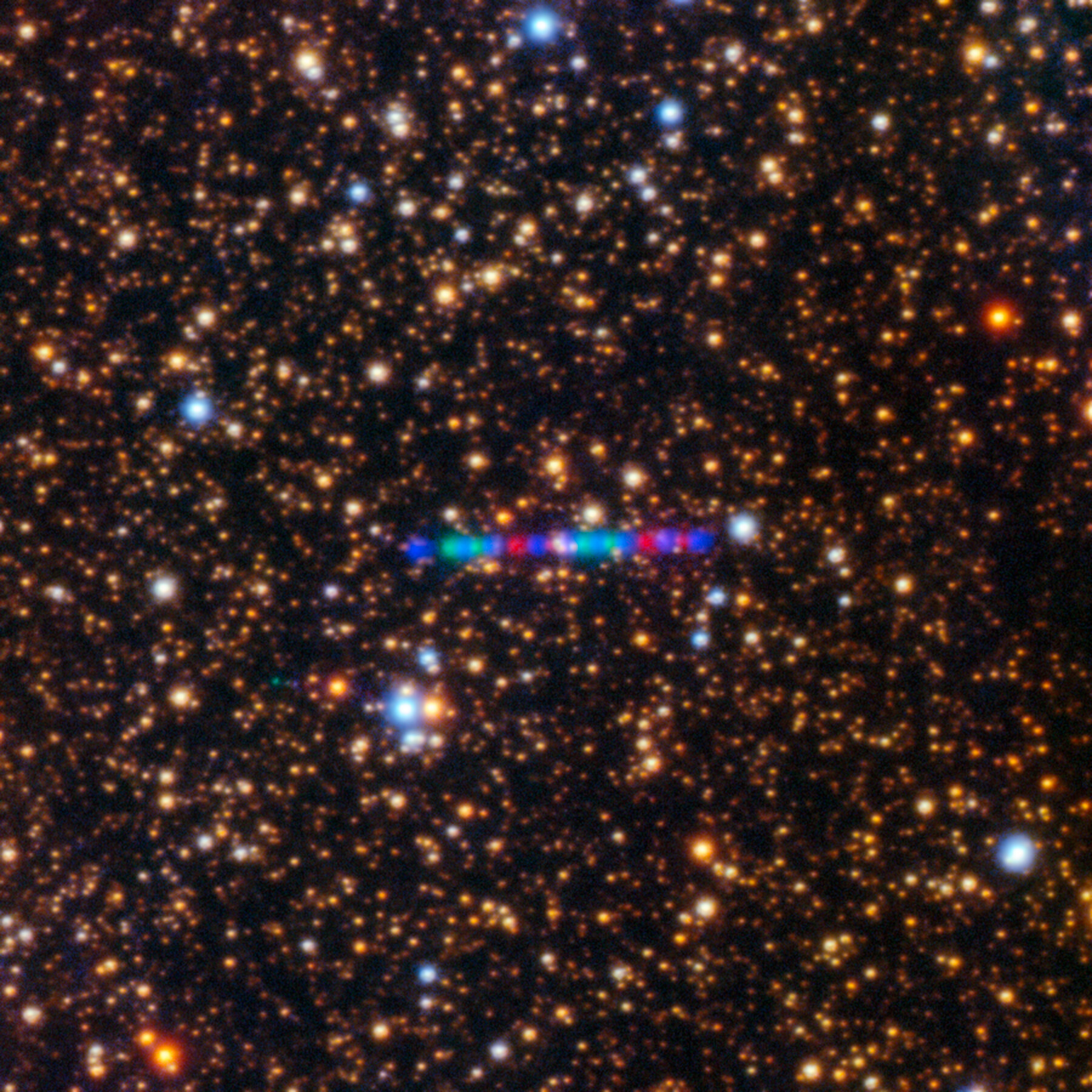
雙子座望遠鏡拍攝到的3I/亞特拉斯彗星在星空的移動，彗星軌跡色彩改變是因為望遠鏡在拍攝彗星時改變了濾光片。

### 2025年7月4日

3I/亞特拉斯彗星穿過星空，由歐洲南天天文台的甚大望遠鏡拍攝。
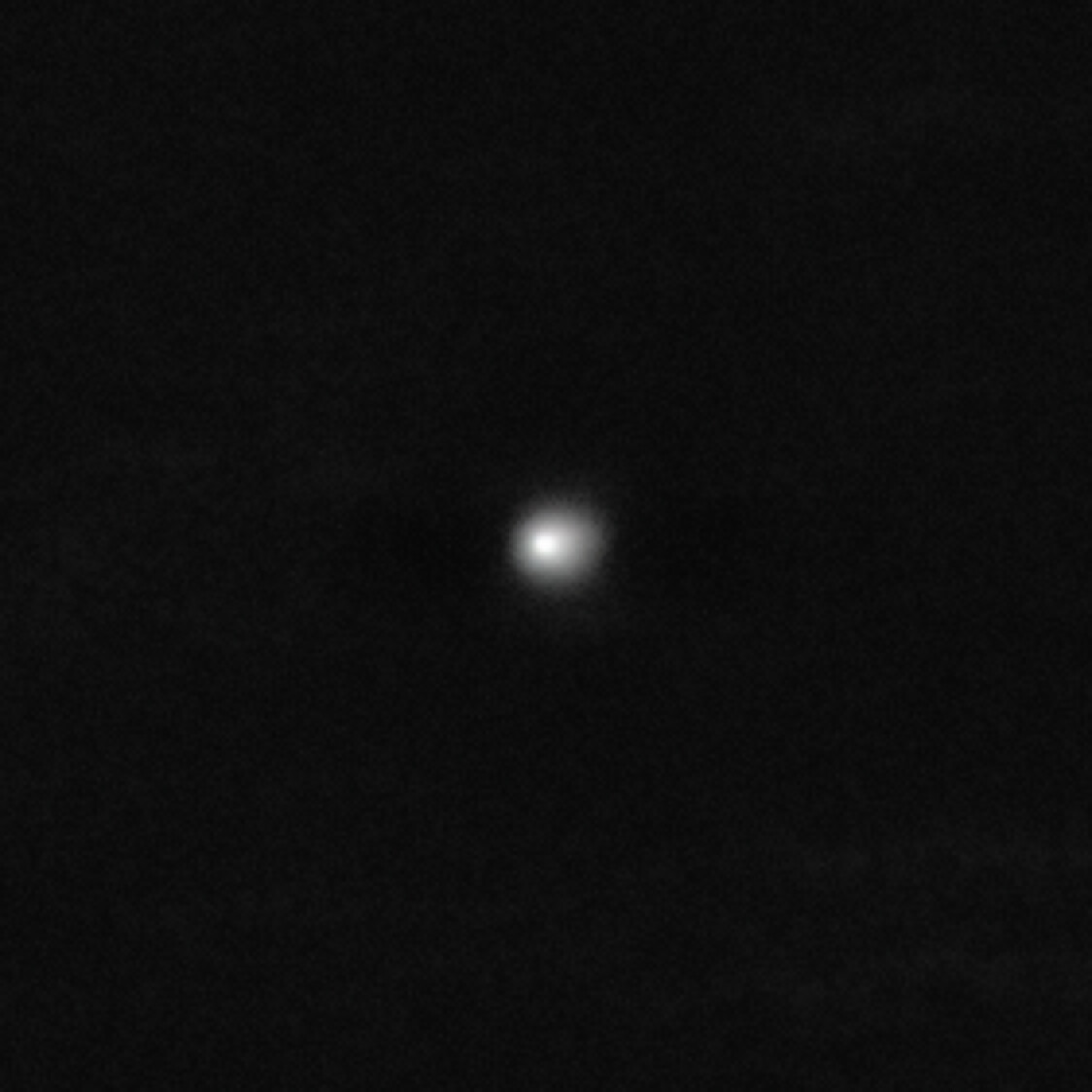
甚大望遠鏡的3I/亞特拉斯彗星圖片細節版本。
甚大望遠鏡FORS2（英语：Very_Large_Telescope#Instruments）歐洲南天天文台拍攝的3I/亞特拉斯彗星連續爆光13分鐘的圖片，可見彗星連成一條線。[13]

### 2025年7月21日

3I/亞特拉斯彗星穿過星空，由哈伯太空望遠鏡拍攝。
哈伯太空望遠鏡拍攝的3I/亞特拉斯彗星。

## 備註
1. ↑  在小行星中心發現公告中, 其發現觀察時間 (標有星號 「*」)是2025 07 01.218880,[3]即是2025年7月1日05:15:11UTC。[6]

## 外部連結
- （英文）3I/ATLAS彗星常見問題, NASA
- （英文）Interactive orbit animation, by David Rankin, 卡特林那巡天系統
- （英文）Star Chart, by Gianluca Masi, Virtual Telescope Project